# Hedysarum cretaceum
Hedysarum cretaceum är en ärtväxtart som beskrevs av Dc. Hedysarum cretaceum ingår i släktet buskväpplingar, och familjen ärtväxter. Inga underarter finns listade i Catalogue of Life.